# Clerithes
Clerithes is een geslacht van rechtvleugeligen uit de familie Thericleidae. De wetenschappelijke naam van dit geslacht is voor het eerst geldig gepubliceerd in 1914 door Bolívar.

## Soorten
Het geslacht Clerithes omvat de volgende soorten:
- Clerithes decoratus Descamps, 1977
- Clerithes dentatus Bolívar, 1914
- Clerithes diabolicus Descamps, 1977
- Clerithes sheffieldi Bolívar, 1914
- Clerithes spinosus Bolívar, 1914
- Clerithes tanganikensis Bolívar, 1914